# Cérémonie mortelle
Pour les articles homonymes, voir Mortuary.
Pour plus de détails, voir Fiche technique et Distribution.
Cérémonie mortelle (Mortuary) est un film américain réalisé par Howard Avedis, sorti en 1983.

## Synopsis
Une jeune femme, aidée de son petit ami, cherche la vérité sur la mort soi-disant accidentelle de son père.

## Fiche technique
- Titre : Cérémonie mortelle
- Titre original : Mortuary
- Réalisation : Howard Avedis
- Scénario : Howard Avedis et Marlene Schmidt
- Musique : John Cacavas
- Photographie : Gary Graver
- Montage : Stanford C. Allen
- Production : Howard Avedis et Marlene Schmidt
- Société de production : Hickmar Productions
- Société de distribution : Artists Releasing Corporation (États-Unis)
- Pays de production :  États-Unis
- Genre : Horreur
- Durée : 91 minutes
- Date de sortie : 
  - États-Unis : 2 septembre 1983

## Distribution
- Mary Beth McDonough : Christie Parson
- David Wysocki : Greg Stevens
- Bill Paxton : Paul Andrews
- Lynda Day George : Eve Parson
- Christopher George : Hank Andrews
- Curt Ayers : Jim
- Bill Conklin : le shérif Duncan
- Donna Garrett : Mme. Andrews
- Greg Kaye : Mark
- Denis Mandel : Josh
- Alvy Moore : Bob Stevens
- Danny Rogers : Dr. Parson
- Beth Scheffell : Bonnie
- Marlene Schmidt : Lois Stevens

## Box-office
Le film a rapporté 4 319 001 dollars au box-office.